# Pearce Institute

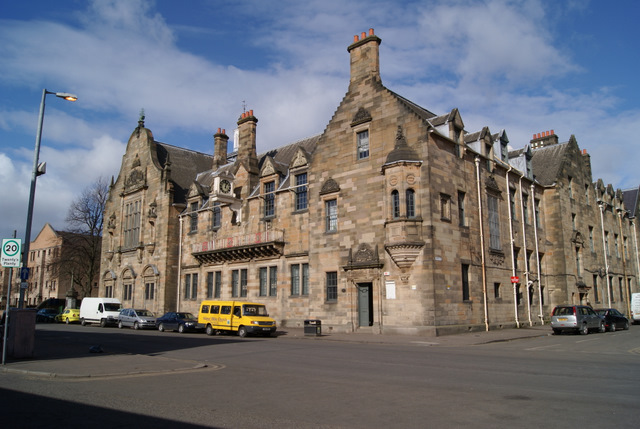
Pearce Institute

Das Pearce Institute ist eine Hilfseinrichtung in der schottischen Stadt Glasgow. 1966 wurde das Bauwerk in die schottischen Denkmallisten in der höchsten Denkmalkategorie A aufgenommen.

## Geschichte
William Pearce, Besitzer der Fairfield-Werft, gründete das Pearce Institut im Jahre 1902. Ziel war die Etablierung einer wohltätigen Einrichtung für die armen Arbeiter der Werften von Govan. Obschon die Einrichtung unabhängig betrieben wurde, bestand eine Nähe zur Kirche, die sich auch in der räumlichen Nähe zur Govan Old Parish Church widerspiegelt. Nach Pearce’ Tod stiftete seine Witwe Dinah Pearce die Einrichtung der Stadt Govan (heute Stadtteil Glasgows). Auf Grund mangelnder finanzieller Mittel wurde das Pearce Institute 2001 kurzzeitig geschlossen, eröffnete nach Bürgerprotesten und der Unterstützung des Stadtrats jedoch wieder.
Bereits 1892 entwarfen Wardrop & Anderson für das Pearce Institute ein Gebäude im neogotischen Stil. Der Entwurf wurde jedoch nicht umgesetzt. Stattdessen wurde ein aus dem Jahre 1894 stammender Entwurf Robert Rowand Andersons zwischen 1901 und 1905 umgesetzt. Ab den 1960er bis in die Mitte der 1980er Jahre wurde das Pearce Institute äußerlich restauriert und sein Innenraum modernisiert.

## Beschreibung
Das Pearce Institute steht an der Govan Road unweit des linken Clyde-Ufers. Der Neorenaissancebau ist im Stile der schottischen Renaissance-Architektur des frühen 17. Jahrhunderts ausgestaltet. Das Gebäude ist mit Zwerchgiebeln und auskragenden Erkern gestaltet. Gesimse bekrönen manche der Fenster, die teils mit steinernen Fensterkreuzen gestaltet sind. Der Westseite ist ein oktogonaler Treppenturm vorgelagert. Er schließt mit einer geschwungenen, schiefergedeckten Haube.